# Краинский, Василий Евграфович
Васи́лий Евгра́фович Краи́нский (конец 1830-х или начало 1840-х годов — 19 октября 1918 года, Великая Александровка) — русский агроном, исследователь крупных имений, сельский хозяин-практик, методист, популяризатор.

## Биография
Дата рождения неизвестна — предположительно конец 1830-х или начало 1840-х годов, уроженец Черниговской губернии. После окончания Горыгорецкого земледельческого института в 1863 году, некоторое время посвятил государственной службе, а с 1867 года занялся практикой сельского хозяйства, управляя частными имениями или принимая участие в их организации. Работал в Смеле у графа Александра Алексеевича Бобринского — одним из первых создателей в России свеклосахарных заводов. Затем занимался переустройством имений Василия Васильевича Тарновского в Черниговской и Полтавской губерниях с их ориентацией на животноводство. 
Позднее приобрёл имение в 1000 десятин недалеко от села Великая Александровка в Остёрском уезде Черниговской губернии. В собственном имении он продолжал проведение опытов по развитию и организации сельскохозяйственного производства.
В 1875 или в 1880 году он основал в селе Шебекино Белгородского уезда Курской губернии Марьинскую сельскохозяйственную школу. В школе были 3 преподавателя и 120 учеников. Обучение в ней могло проходить для подростков от 14 лет, которые обучались полевым работам, столярному и слесарному делу.
Василием Евграфовичем Краинским была разработана программа обучения в низших сельскохозяйственных школах, которая была утверждена Министерством государственных имуществ и действовала с дополнениями до 1917 года по всей Российской империи. Скончался 19 октября 1918 года в своём имении вблизи Великой Александровки, которое вскоре после его смерти было разграблено.

## Сочинения
Результаты его хозяйственной деятельности были отчасти представлены в статьях, помещённых в таких периодических изданиях, как «Земледельческая газета», в «Журнал сельского хозяйства и лесоводства», «Жизнь и искусство», «Труды Императорского Вольного экономического общества», «Киевлянин», «Киевская газета», «Земский сборник Черниговской губернии».
Василий Евграфович Краинский автор следующих сочинений:
- «Технические и экономические основы Шебекинского хозяйства» (1874).
- «Организация хозяйств в связи с сельскохозяйственным счетоводством» (1876).
- «Новая система скотоводства, соответственно условиям русского сельского хозяйства» (1877).
- «Сравнительная организация хозяйств Курской губернии Белгородского уезда, Тульской губернии Богородицкого уезда и т. д.» (1878).
- «Основы сельскохозяйственного счетоводства в связи с организацией хозяйства» (в 2 частях, 1894).